# Északi repülőmókus

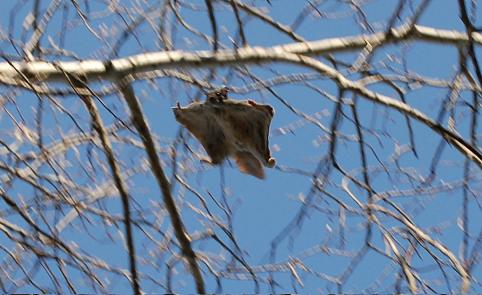
Repülés közben

Az északi repülőmókus (Glaucomys sabrinus) az emlősök (Mammalia) osztályának a rágcsálók (Rodentia) rendjébe, ezen belül a mókusfélék (Sciuridae) családjába tartozó faj.

## Előfordulása
Elterjedése Alaszkától Kaliforniáig tart. Természetes élőhelye a mérsékelt övi erdők, a tajga és a hegyvidékek.

## Alfajai
- Glaucomys sabrinus sabrinus Shaw, 1801
- Glaucomys sabrinus alpinus Richardson, 1828
- Glaucomys sabrinus bangsi Rhoads, 1897
- Glaucomys sabrinus californicus Rhoads, 1897
- Glaucomys sabrinus canescens A. H. Howell, 1915
- Glaucomys sabrinus coloratus Handley, 1953
- Glaucomys sabrinus columbiensis A. H. Howell, 1915
- Glaucomys sabrinus flaviventris A. H. Howell, 1915
- Glaucomys sabrinus fuliginosus Rhoads, 1897
- Glaucomys sabrinus fuscus Miller, 1936
- Glaucomys sabrinus goodwini Anderson, 1943
- Glaucomys sabrinus gouldi Anderson, 1943
- Glaucomys sabrinus griseifrons A. H. Howell, 1934
- Glaucomys sabrinus klamathensis Merriam, 1897
- Glaucomys sabrinus lascivus Bangs, 1899
- Glaucomys sabrinus latipes A. H. Howell, 1915
- Glaucomys sabrinus lucifugus Hall, 1934
- Glaucomys sabrinus macrotis Mearns, 1898
- Glaucomys sabrinus makkovikensis Sornborger, 1900
- Glaucomys sabrinus murinauralis Musser, 1961
- Glaucomys sabrinus oregonensis Bachman, 1839
- Glaucomys sabrinus reductus Cowan, 1937
- Glaucomys sabrinus stephensi Merriam, 1900
- Glaucomys sabrinus yukonensis Osgood, 1900
- Glaucomys sabrinus zaphaeus Osgood, 1905

## Megjelenése
Testtömege 75-140 g, és testhossza 275–342 mm. Szőrzete selymes szürke és fahéjszínű, fehéres szürke alapú szőrzettel a hasán.

## Életmódja
Az északi repülőmókus a földön esetlen, de kecsesen suhan fáról fára. Az étrendje olyan, mint a többi mókusfajnak; mogyorók, makkok, gomba, moha, gyümölcsök, de időnként fogyaszt rovarokat és madártojásokat. Úgy gondolják, hogy az északi repülőmókus a táplálékát télre raktározza, de ez nem bizonyított. Ragadozói a baglyok, a vágómadárfélék, az amerikai nyérc, a menyétfélék, a prérifarkas és a házi macska. A vadonban körülbelül alig négy évig él.

## Szaporodása
A párzási időszak márciustól májusig tart. A nőstény évente 1 süket és vak 5-6 grammos kölyköt hoz világra, a hím nem is gondoskodik a kölykökről. 40 naposan kerül sor az elválasztásra.